# Puning si
Puning si (Klasztor Powszechnego Pokoju, chiń. trad. 普宁寺; pinyin Pǔníngsì) – chiński XVIII-wieczny klasztor wybudowany w mieszanym chińsko-tybetańskim stylu.

## Historia klasztoru
Klasztor został wybudowany w roku 1755 w okresie dynastii Qing, za panowania cesarza Qianlonga (乾隆; pan. 1735–1796). Powodem jego powstania było wykazanie przez Qingów szacunku dla buddyzmu tybetańskiego. Jest położony na brzegu rzeki Wulie, na północ od miasta Chengde w prowincji Hebei i Górskiego Kurortu Chengde. Należy do tak zwanych "Ośmiu zewnętrznych klasztorów" Chengde. Tak jak Putuo Zongcheng si był wzorowany na pałacu Potala, tak klasztor Puning był wzorowany na klasztorze Samje.
Od XVI wieku, jeszcze w okresie panowania dynastii Ming (1368–1644), ludy Dżungarii z północno-zachodnich Chin były w stanie ciągłej wojny domowej i w stałym konflikcie z innymi nomadycznymi grupami tego regionu. W końcu cesarz Qianlong wysłał armię do Yili, aby zgnieść ich opór przed dynastią Qing. Wojska chińskie zdobyły Yining (Kuldżę) i schwytały chana Dżungarów. Po zakończeniu podboju cesarz własnoręcznie napisał inskrypcję na tablicy, która znajduje się obecnie w pawilonie stel w klasztorze. Stela ta pochodzi z 1755 roku i nosi nazwę Puning Sibei. Upamiętnia ona podbicie Dżungarów i założenie klasztoru. Klasztor ten powstał jako wyraz ambicji cesarza, aby utrzymać pokój między różnymi etnicznymi mniejszościami i ustabilizować sytuację w północno-zachodnim rejonie kraju. Historyczka Waley-Cohen nazwała Chengdu "kluczowym miejscem wykazania potęgi Mandżurów i prezentacją imperialnej wiedzy Qingów". Miasto było letnią stolicą państwa. Ponieważ Dżungarowie wyznawali lamaizm, nowy klasztor był utrzymany w stylu tybetańsko-chińskim.
"Osiem zewnętrznych klasztorów" zostało wybudowanych w latach 1713-1780 za panowania cesarza Qianlonga. Pierwotnie wybudowano jedenaście klasztorów, jednak do czasów obecnych przetrwało ich siedem oraz ruiny ósmego. Są to na wschodzie od Chengde: Puren si, Pule si, Anyuan si i pozostałości po Pushan si, oraz na zachodzie – Puning si, Xumi Fushou si, Putuo Zongsheng si i Shuxiang si. Z tych ośmiu, sześć jest otwartych do zwiedzania: Putuo Zongchengzhi si, Puning si, Xumi Fushouzhi si, Pule si, Anyuan si i Puyou si.
W 1994 roku Górski Kurort Chengde i "Osiem zewnętrznych klasztorów" zostały uznane za miejsce Światowego Dziedzictwa UNESCO.
Klasztor jest także często nazywany Klasztorem Wielkiego Buddy (chiń. Dafo si) ze względu na posąg pozłacanego Buddy, który się w nim znajduje.

## Architektura klasztoru
Klasztor Puning należy wielkich kompleksów i zajmuje ponad 23000 m². Cały zespół klasztorny jest wybudowany w mieszanym stylu, są w budowlach wpływy architektury Hanów, Tybetu i Indii. Wzorem był klasztor Samje. Zasadniczo frontowe (południowe) partie klasztoru są wybudowane w stylu chińskim, w dalszych partiach dominują wpływy tybetańskie i indyjskie. Za bramą wzdłuż 150-metrowej długości osi klasztoru znajdują się takie budowle jako Budynek Niebiańskich Królów, Budynek Wielkiego Buddy oraz wieża dzwonu i wieża bębna. Po lewej stronie osi wybudowane są budynki zachodnie, a po prawej – wschodnie. Szerokość klasztoru, to ponad 70 metrów. Część północna klasztoru wybudowana w stylu tybetańskim ma swoje centrum w postaci Budynku Mahajany. Tutaj znajdują się także budynki o charakterze militarnym (Hongtai i Baitai) oraz cztery lamaistyczne pagody.
Kiedyś na wschodzie, zachodzie i południu klasztoru znajdowały się pamiątkowe przejścia pod łukami, które wiodły do Pawilonu Dagui.
- ; Wejścia – bramy (山门, Shanmen).

Z pięciu bram do klasztoru, obecnie czynne są trzy. Po obu stronach przejść znajdują się posągi Czterech Obrońców. Mierzą one po 4,34 metra wysokości i są wykonane z gliny.
- ; Pawilon Stel (碑亭, Beiting).

Pawilon posiada czworo drzwi (po jednych z każdej strony świata). Dach ma podwójne okapy w stylu xiechan. Wewnątrz pawilonu znajdują się trzy kamienne stele: "Stela Klasztoru Puning" (środkowa), "Kamienna Stela Spacyfikowania Innych Plemion" (wschodnia) i "Kamienna Stela Spacyfikowania Ich Potomków". Każda z nich ma napisy w czterech językach: mandżurskim, chińskim, mongolskim i języku zang (jednym z języków tybetańskich)
- ; Wieża Dzwonu i Wieża Bębna.

Znajdują się po północnej stronie Pawilonu Stel.
- ; Budynek Niebiańskich Królów (天王殿, Tianwangdian).

Budynek jest długi na pięć standardowych chińskich miar architektonicznych, a szeroki (głęboki) na trzy miary. Wewnątrz znajdują się wyobrażenia Czterech Niebiańskich Królów, Skandy – obrońcy Buddy oraz ludowego bóstwa chińskiego (Budai).
- ; Budynek Wielkiego Buddy (大雄宝殿, Daxiongbaodian).

Jeden z głównych budynków klasztoru. Wnętrze skrywa posągi Buddów Trzech Czasów oraz osiemnastu arhatów. Środkowa rzeźba przedstawia historycznego Buddę Siakjamuniego, po stronie lewej (zachodniej) znajduje się posąg buddy przeszłości Kaśjapy, po stronie prawej – buddy przyszłości Maitrei. Każdy z nich mierzy 4,9 metra wysokości i postawiony jest na wysokiej na 2,9 metra xumizuo. Przed statuami stoją trzy ołtarze, przy których znajdują się dwie pozłacane stupy z relikwiami Buddy. Po stronie zachodniej i wschodniej budynku umieszczone są wyobrażenia osiemnastu głównych uczniów Buddy, Ściany pokryte są freskami z ich wyobrażeniami.

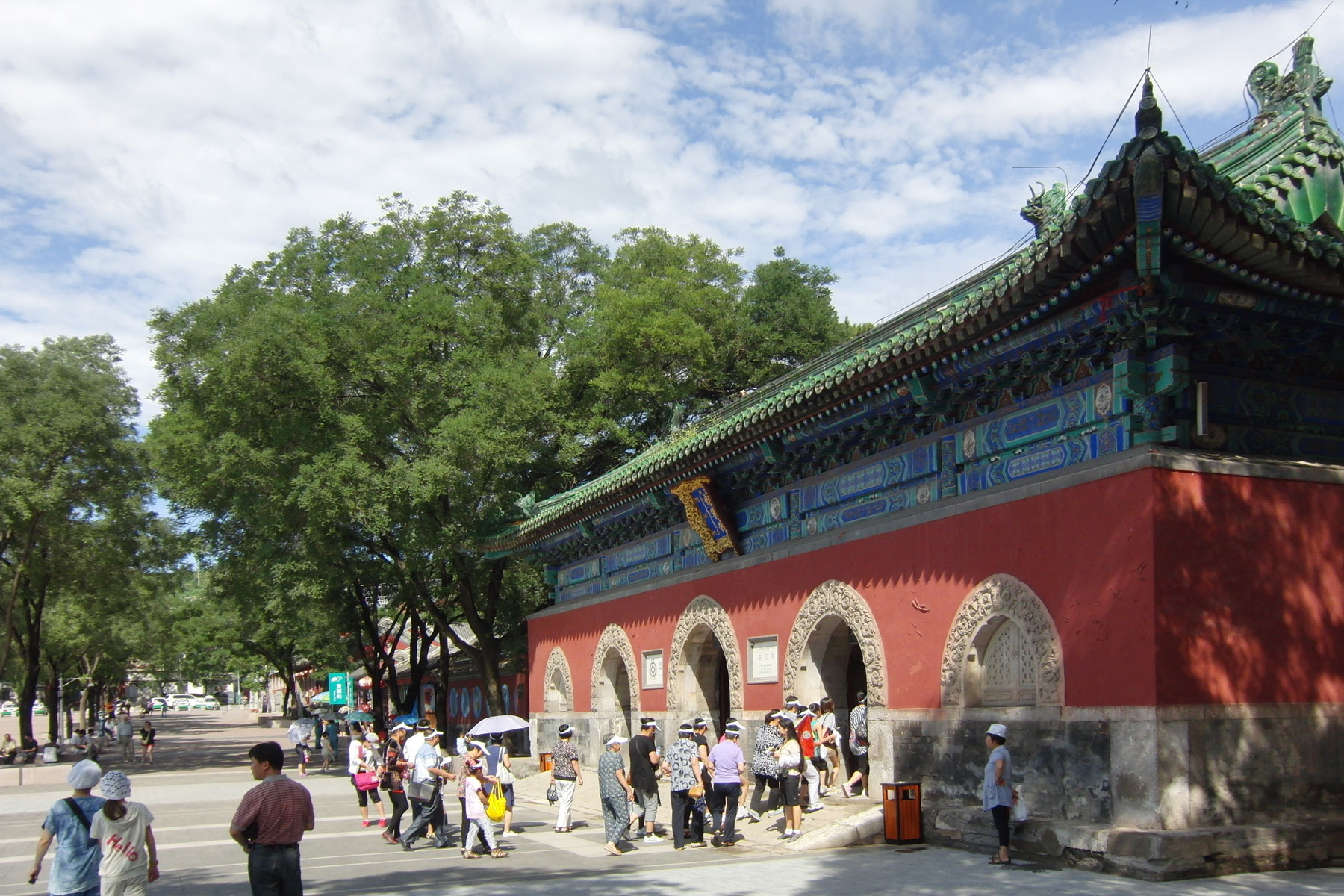
Brama klasztorna
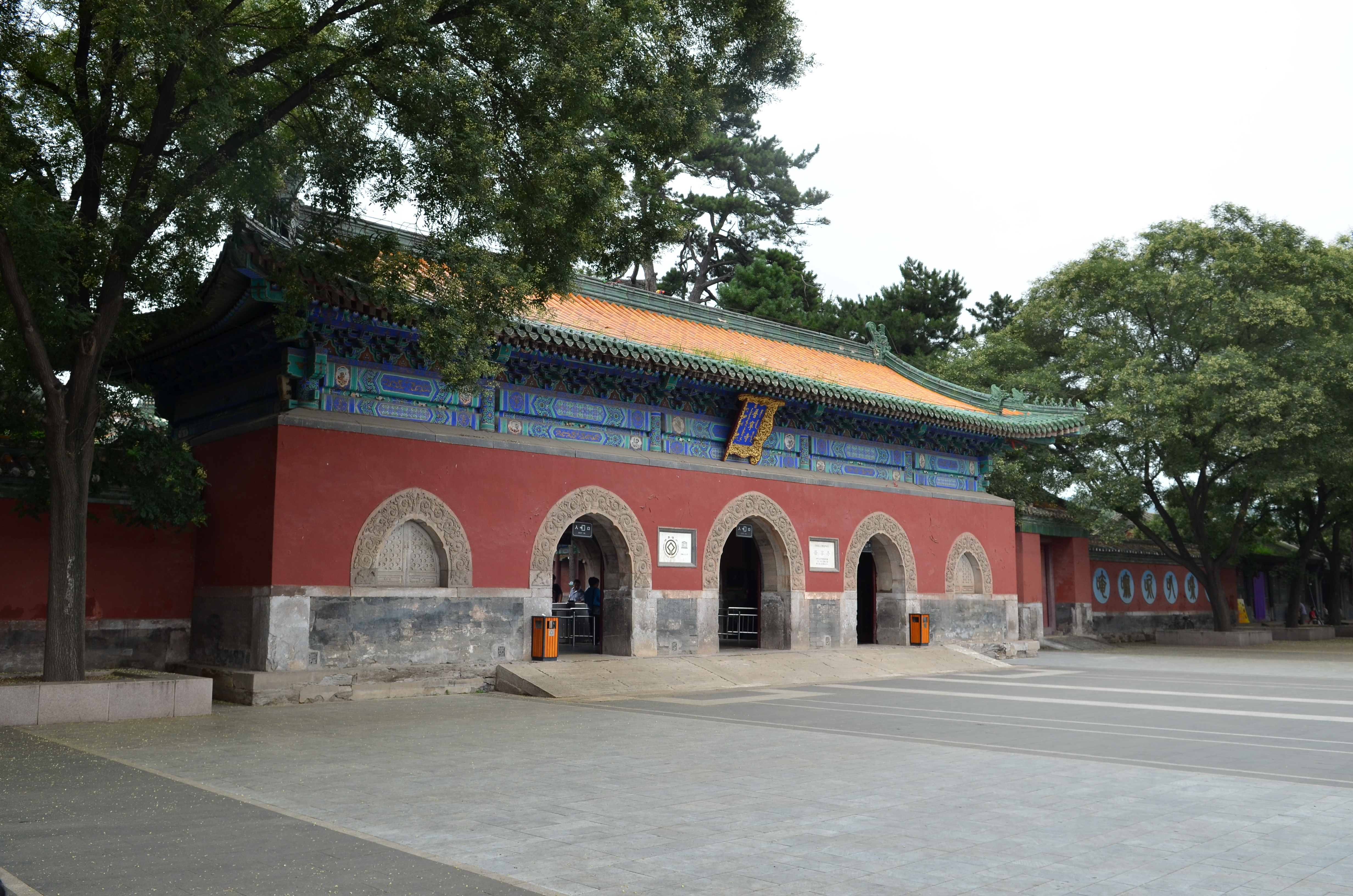
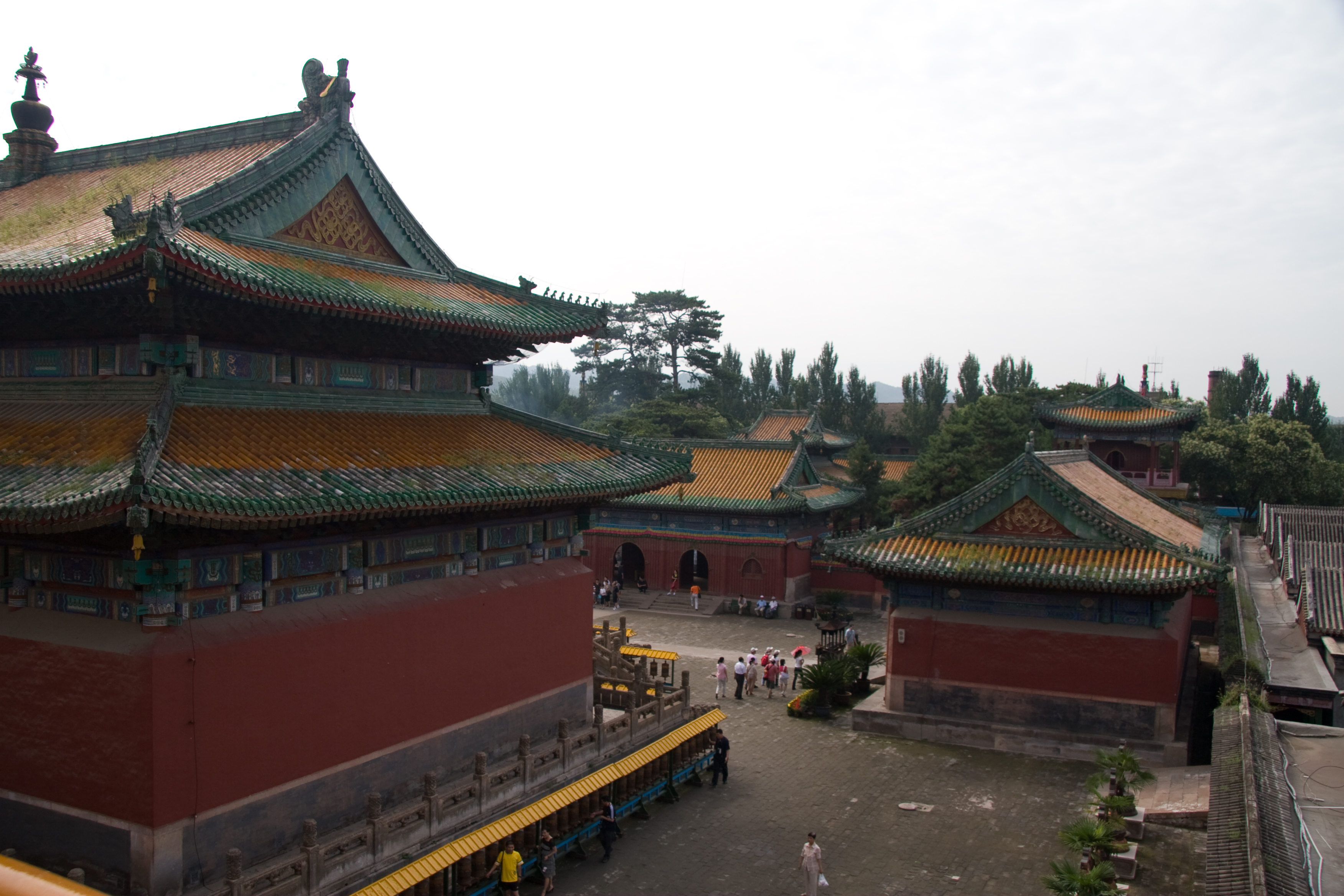
Fragment klasztoru
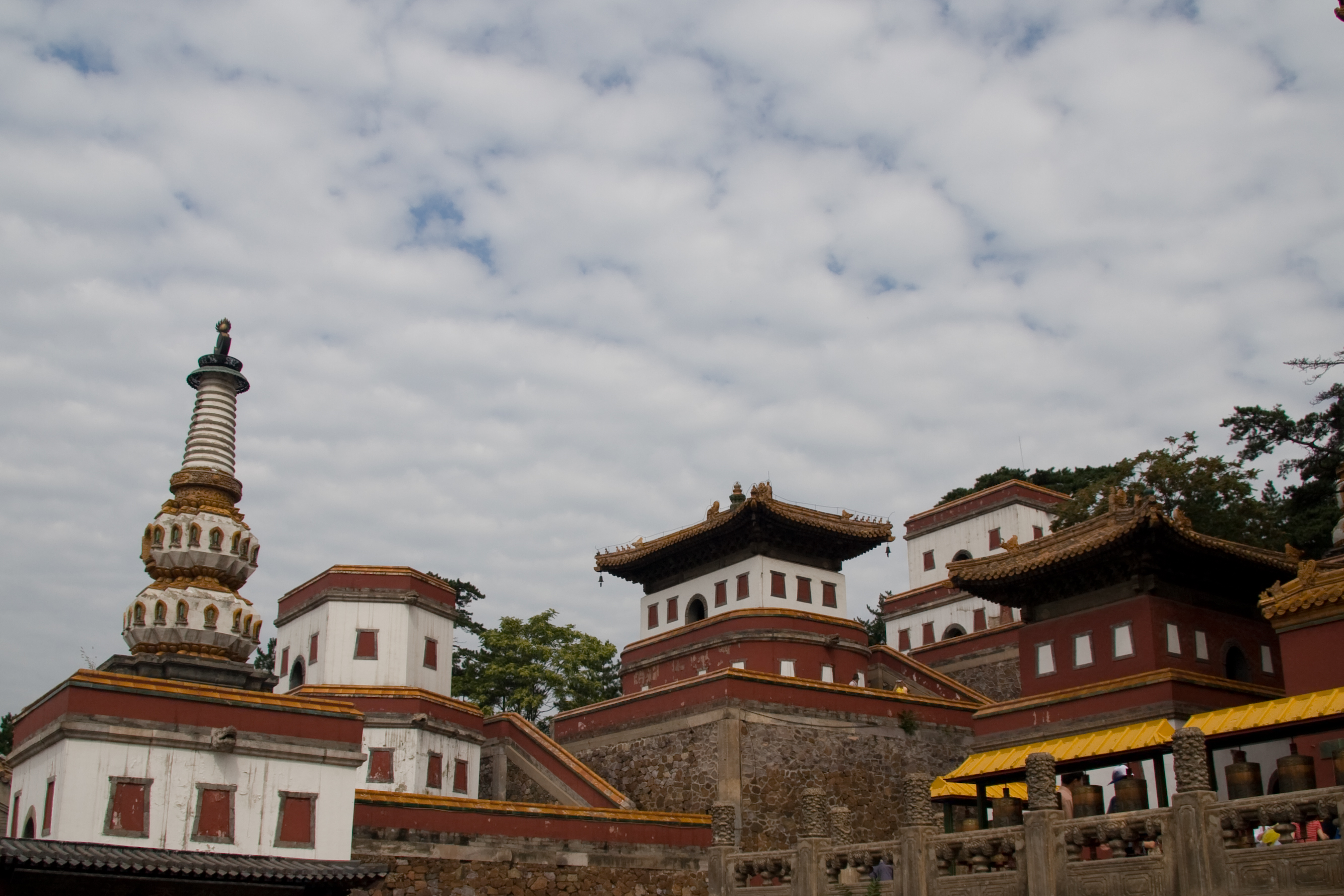
Fragment klasztoru
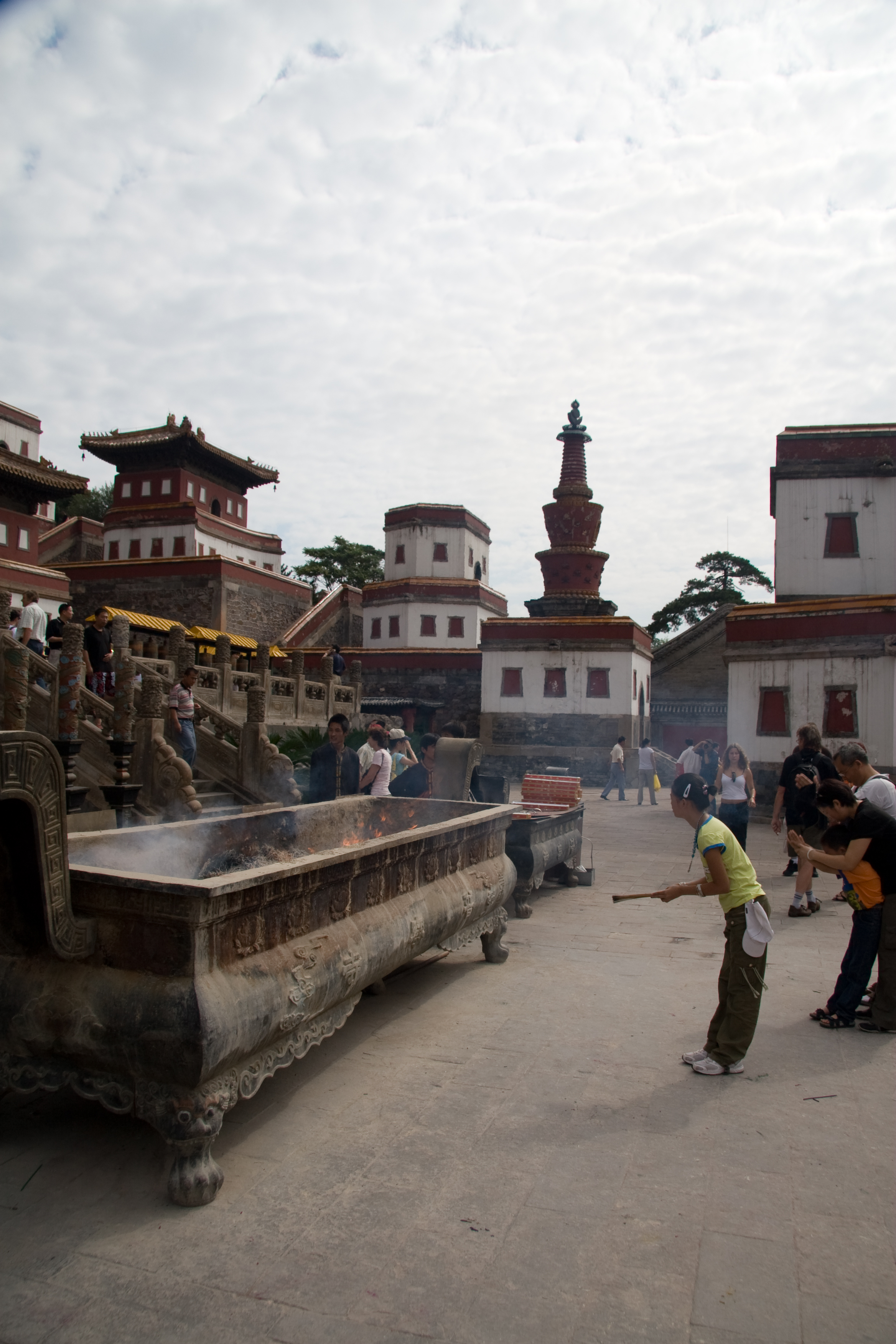
Fragment klasztoru
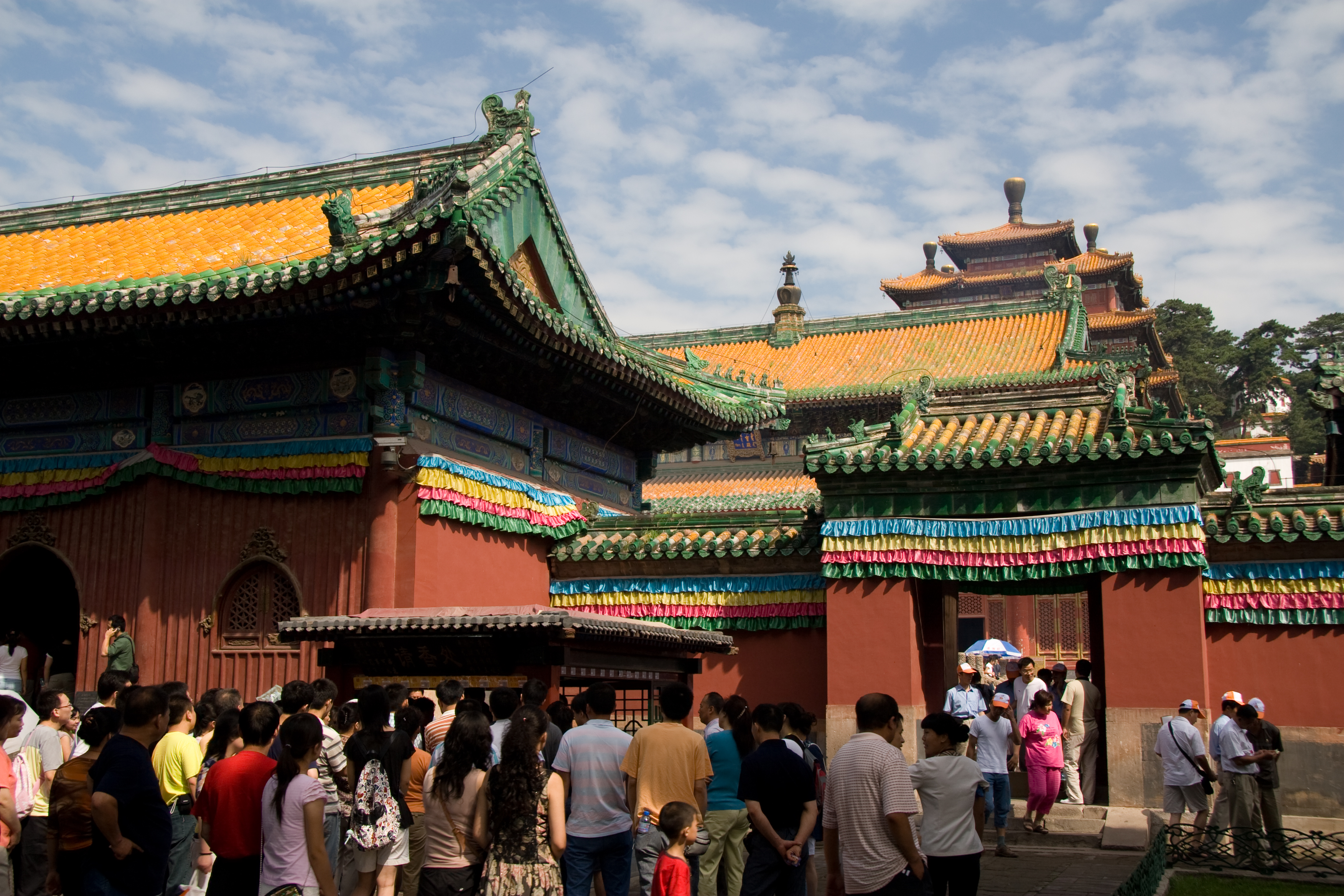
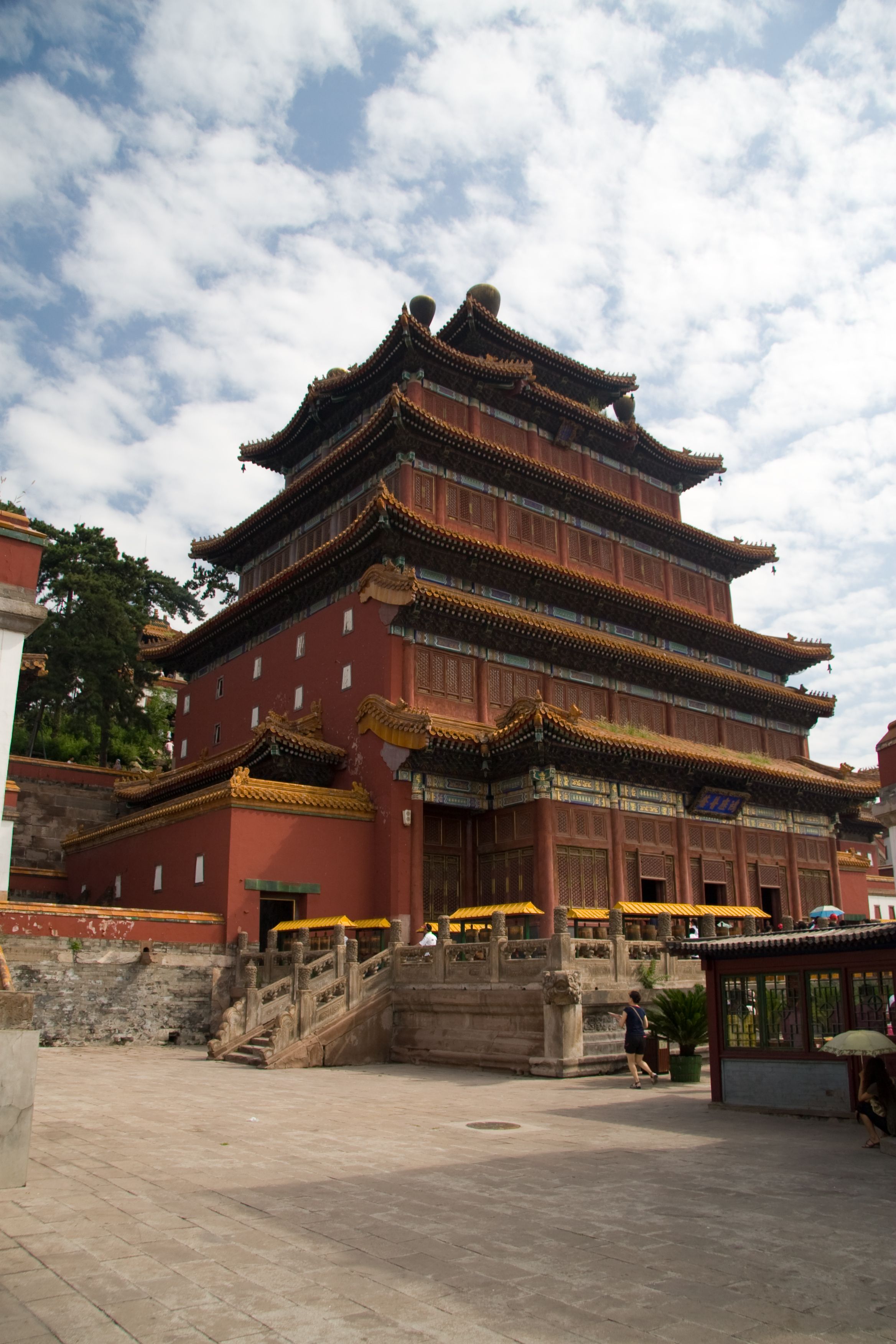
; Budynek (Pawilon) Mahajany (大乘之阁, Dachengzhige)
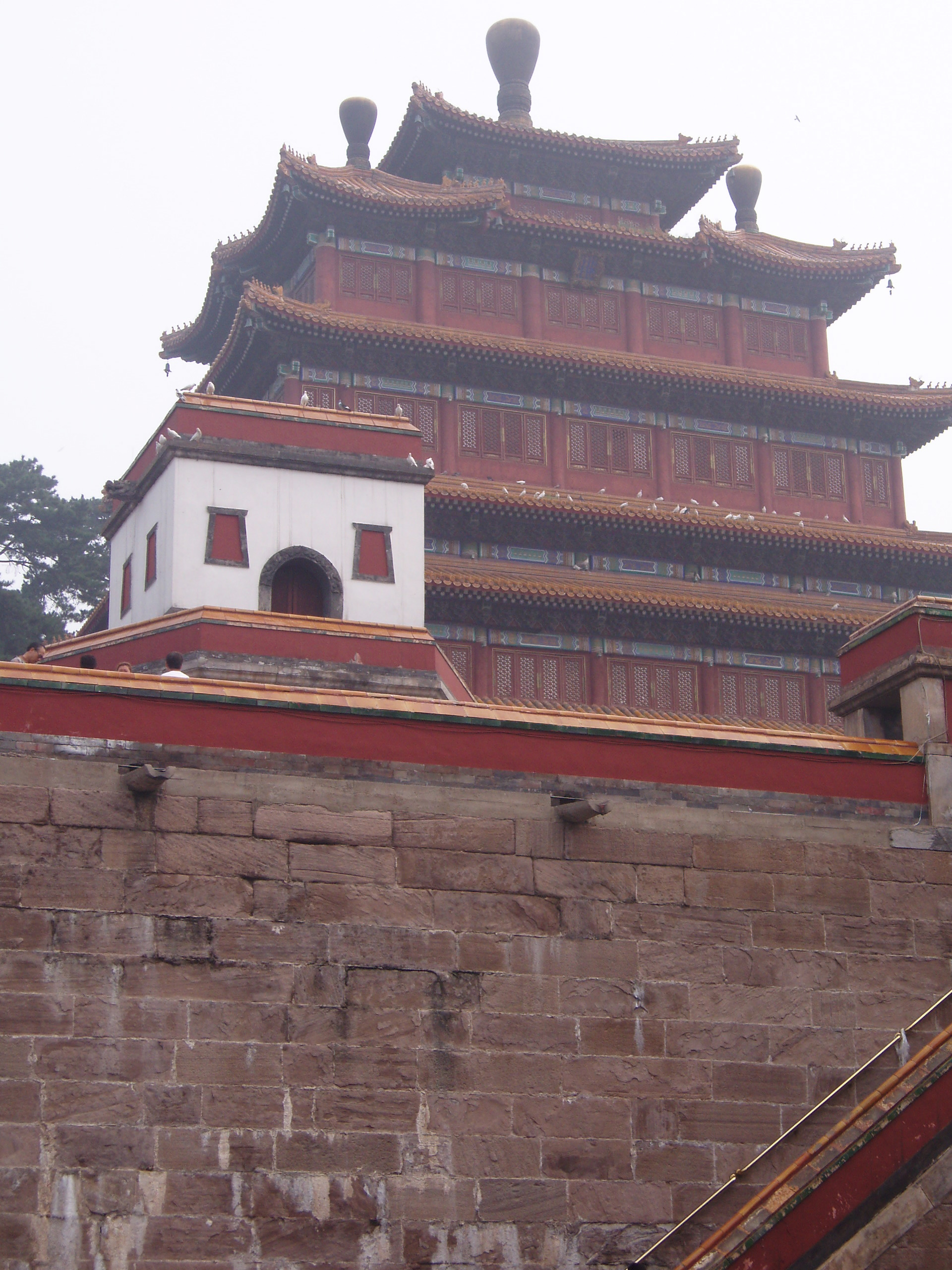
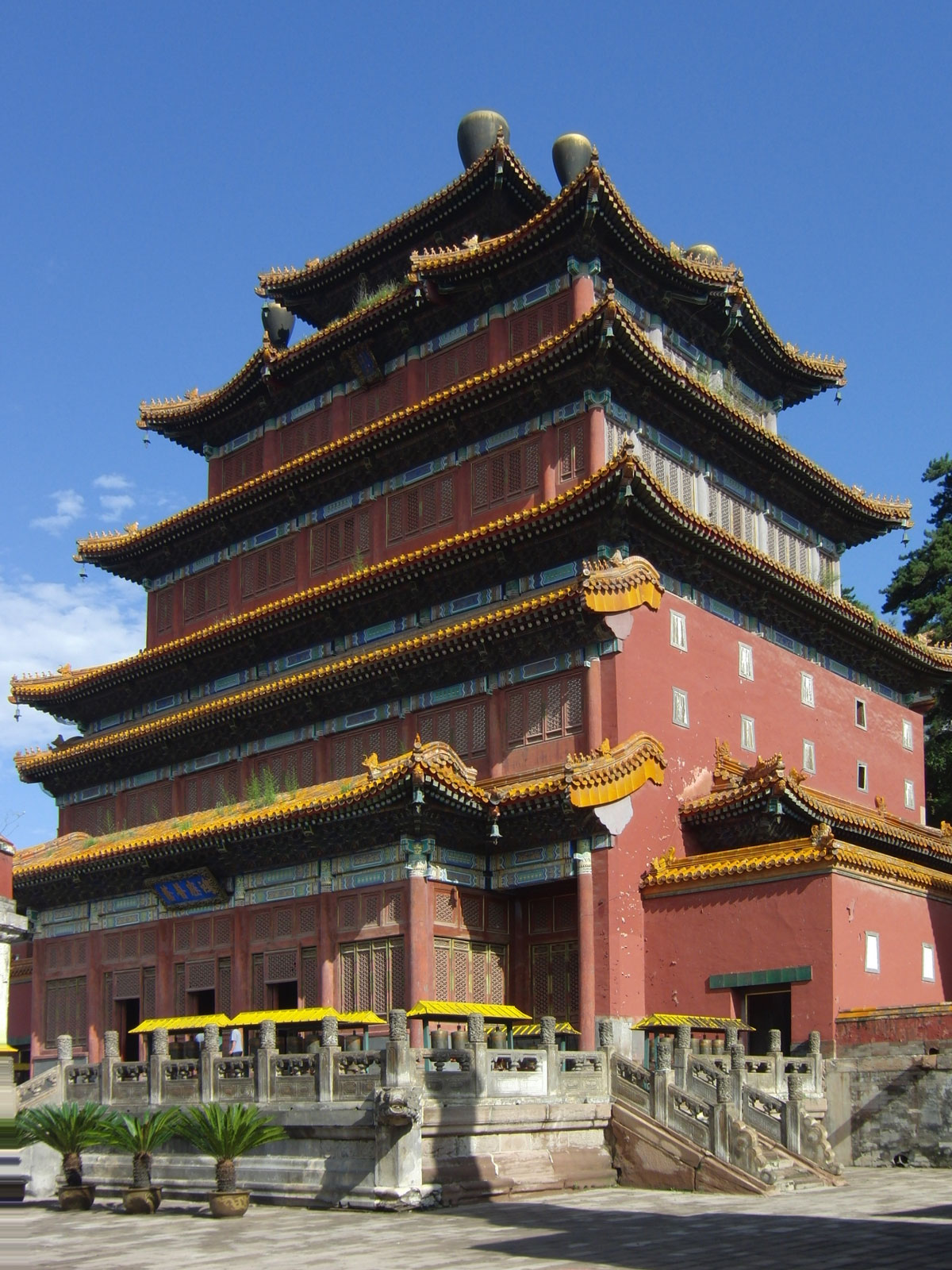
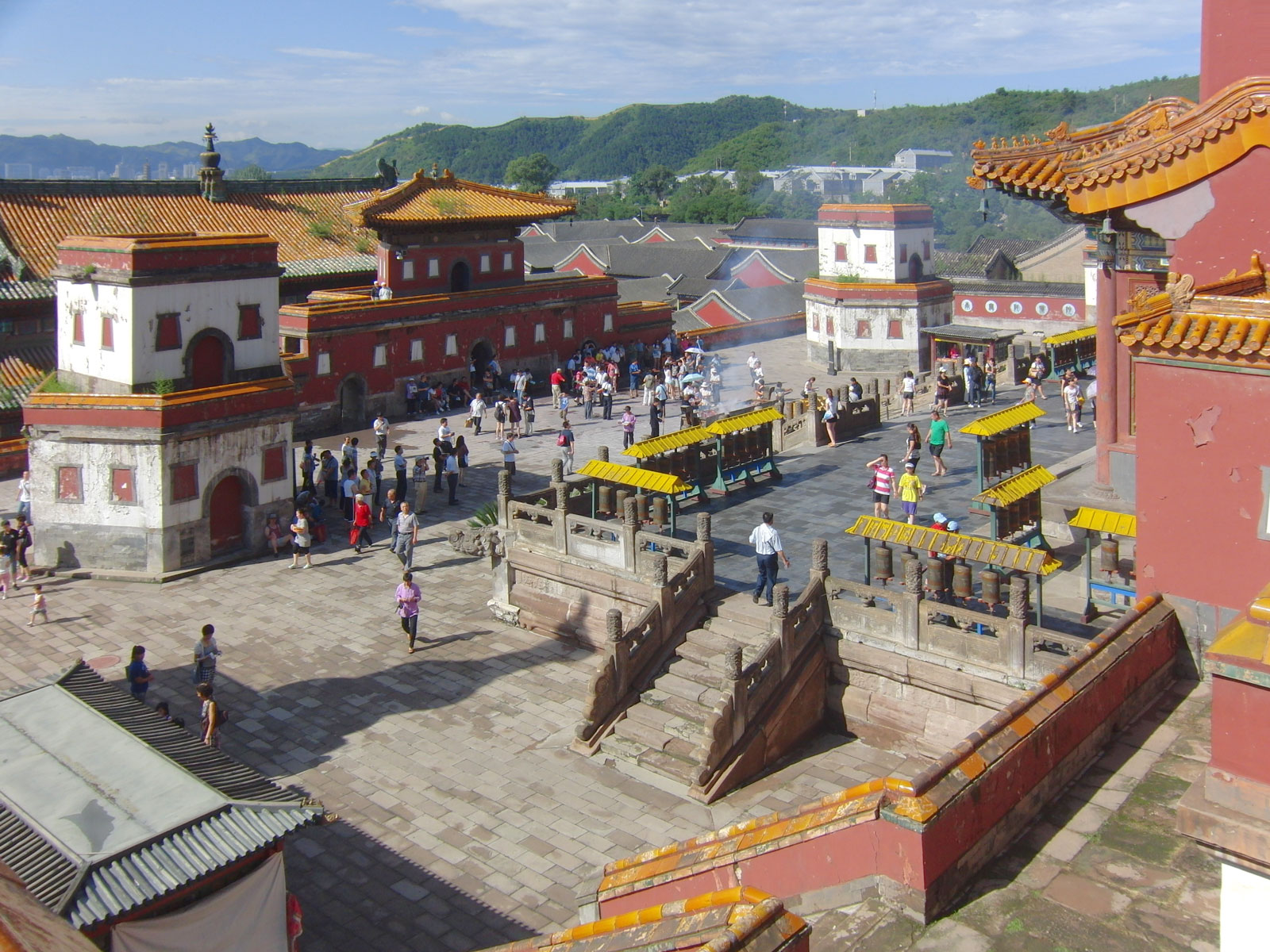
Przed głównym budynkiem
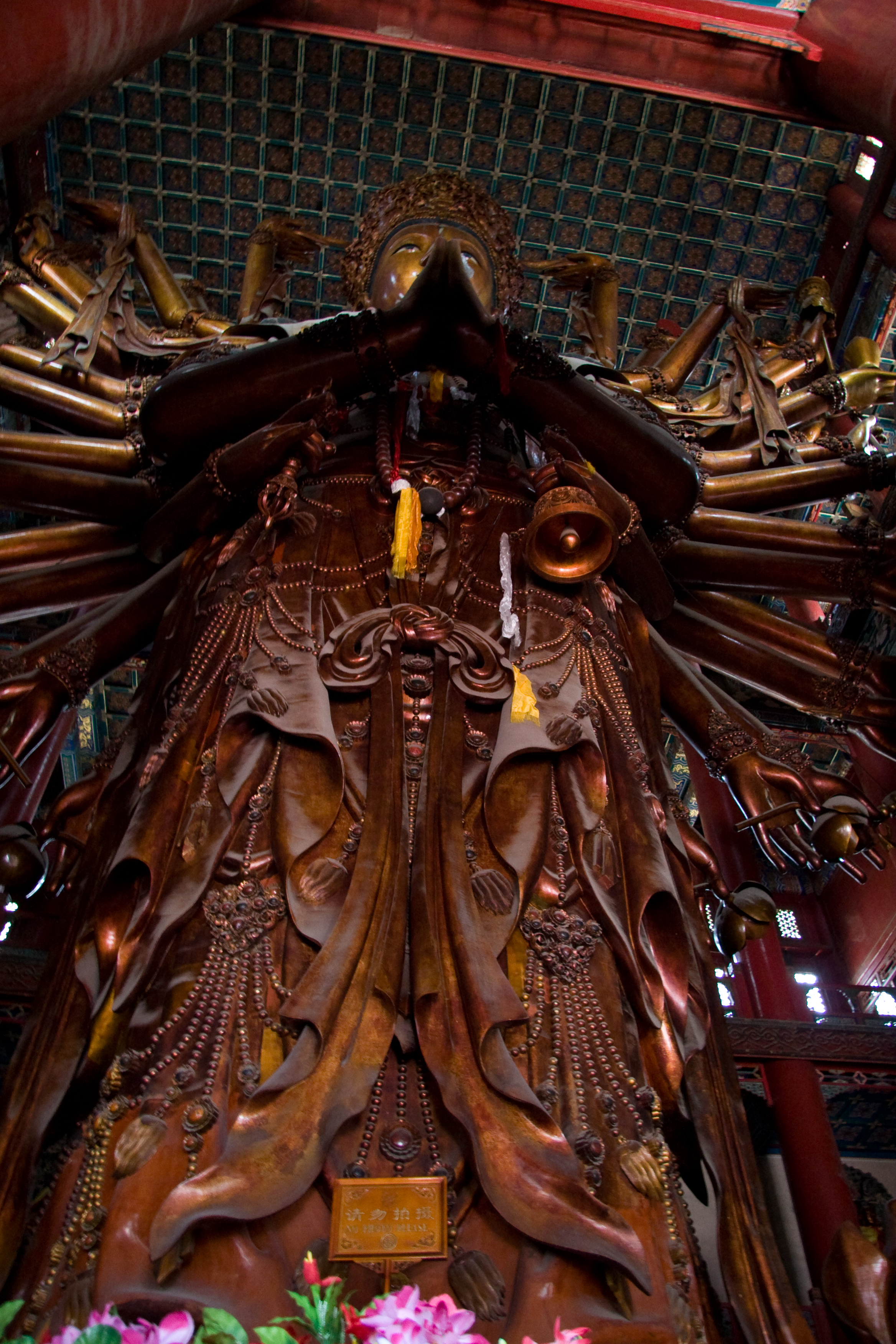
Posąg bodhisattwy
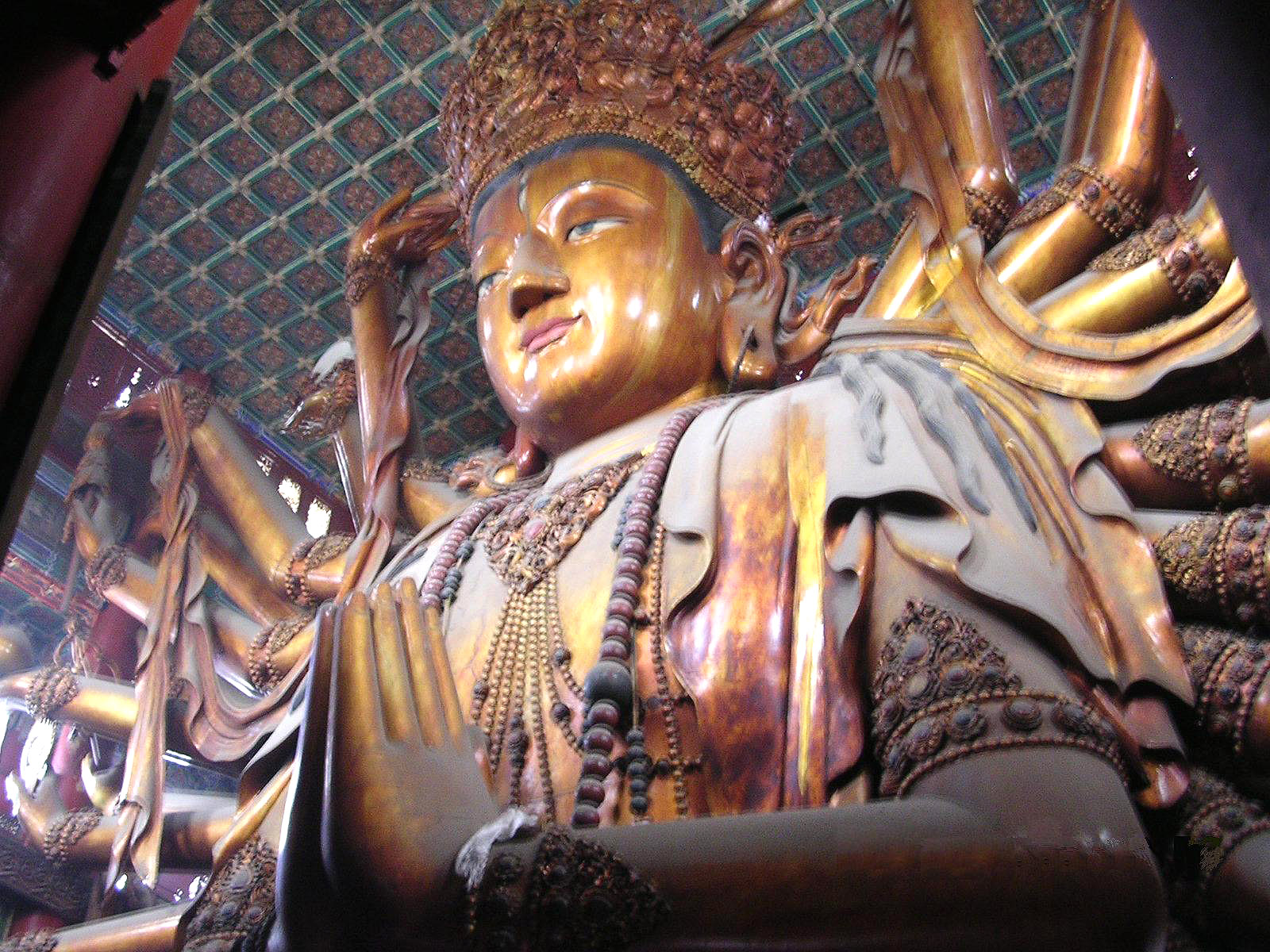
Detal posągu
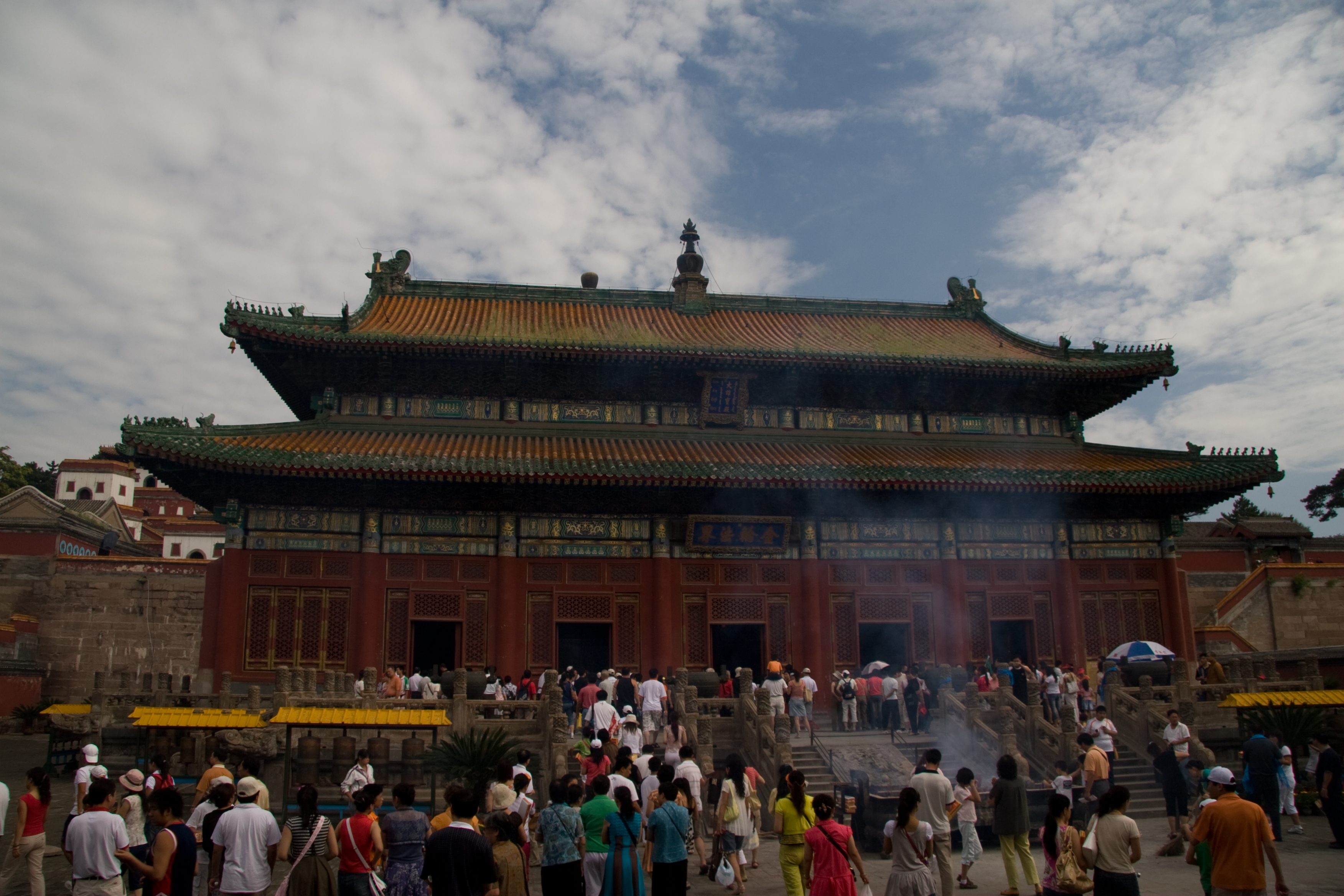
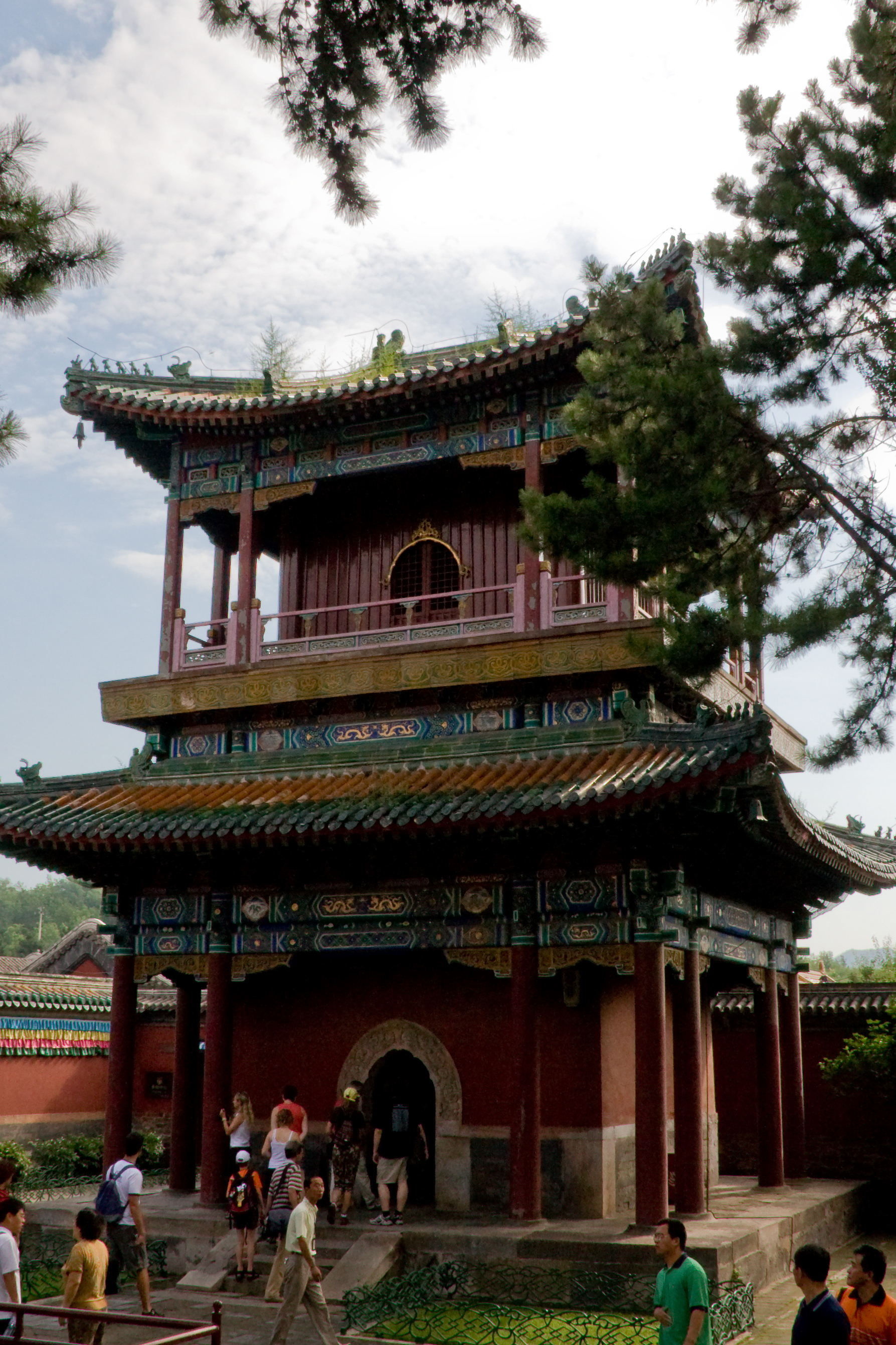
Pawilon
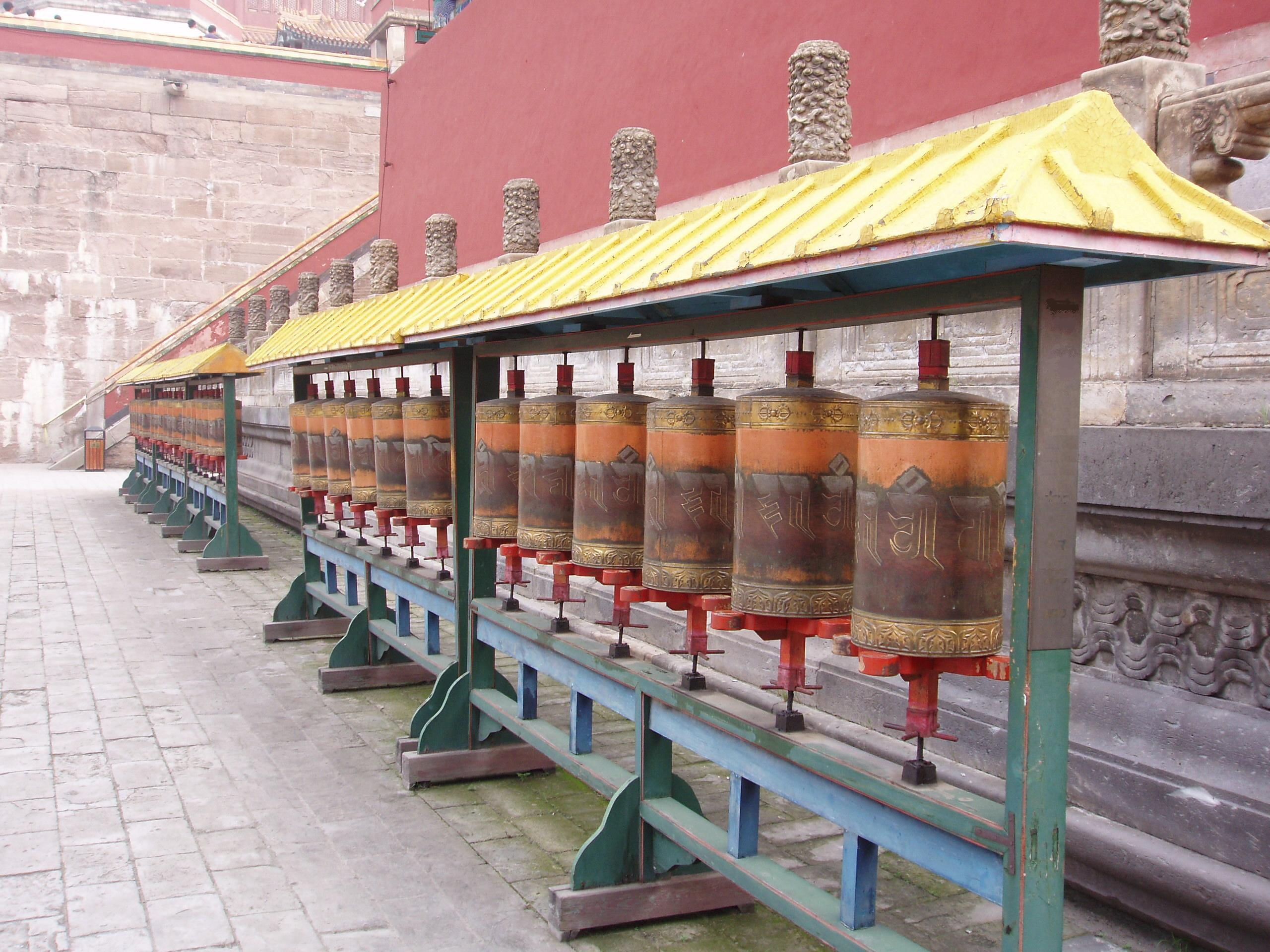
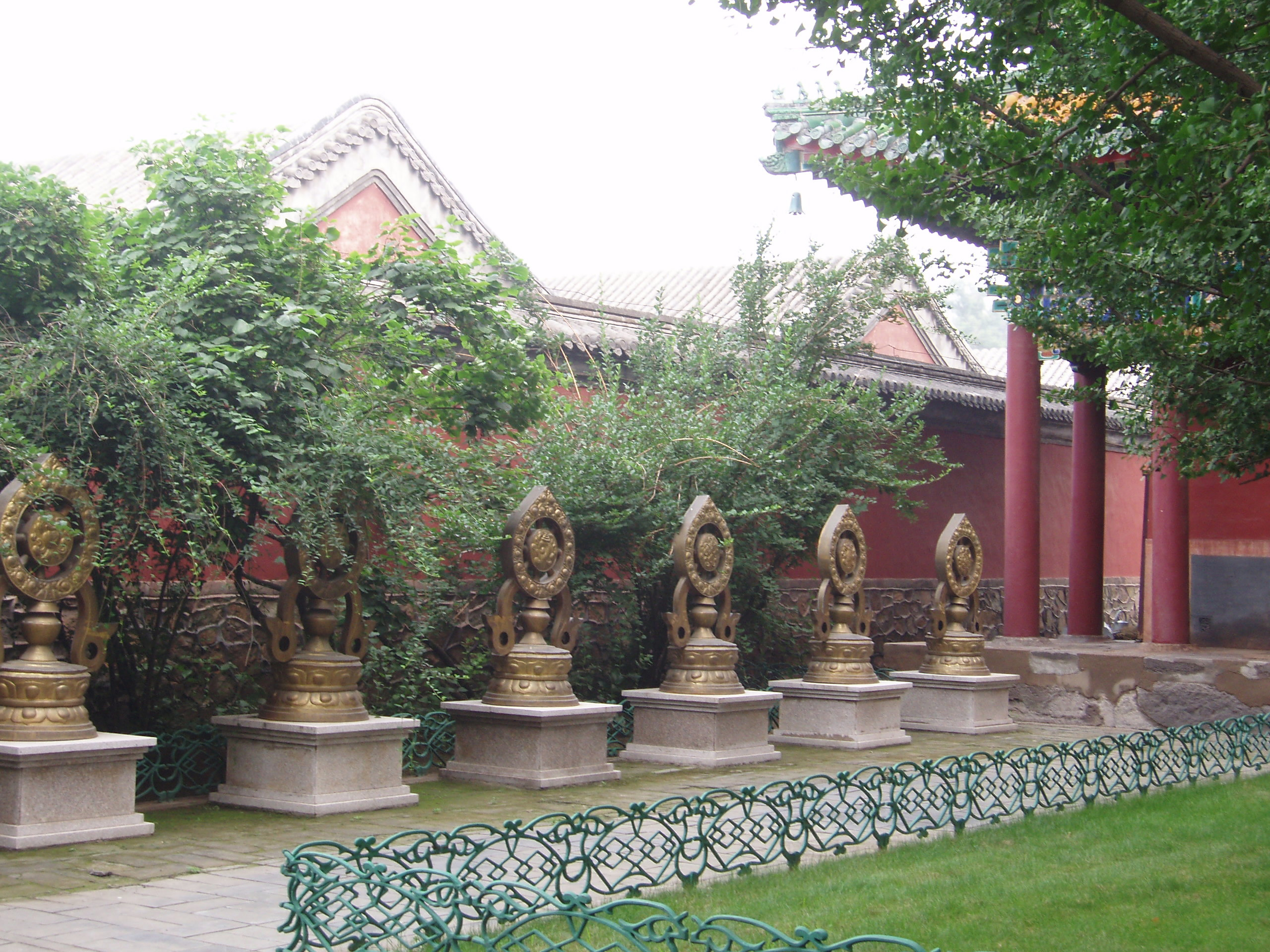
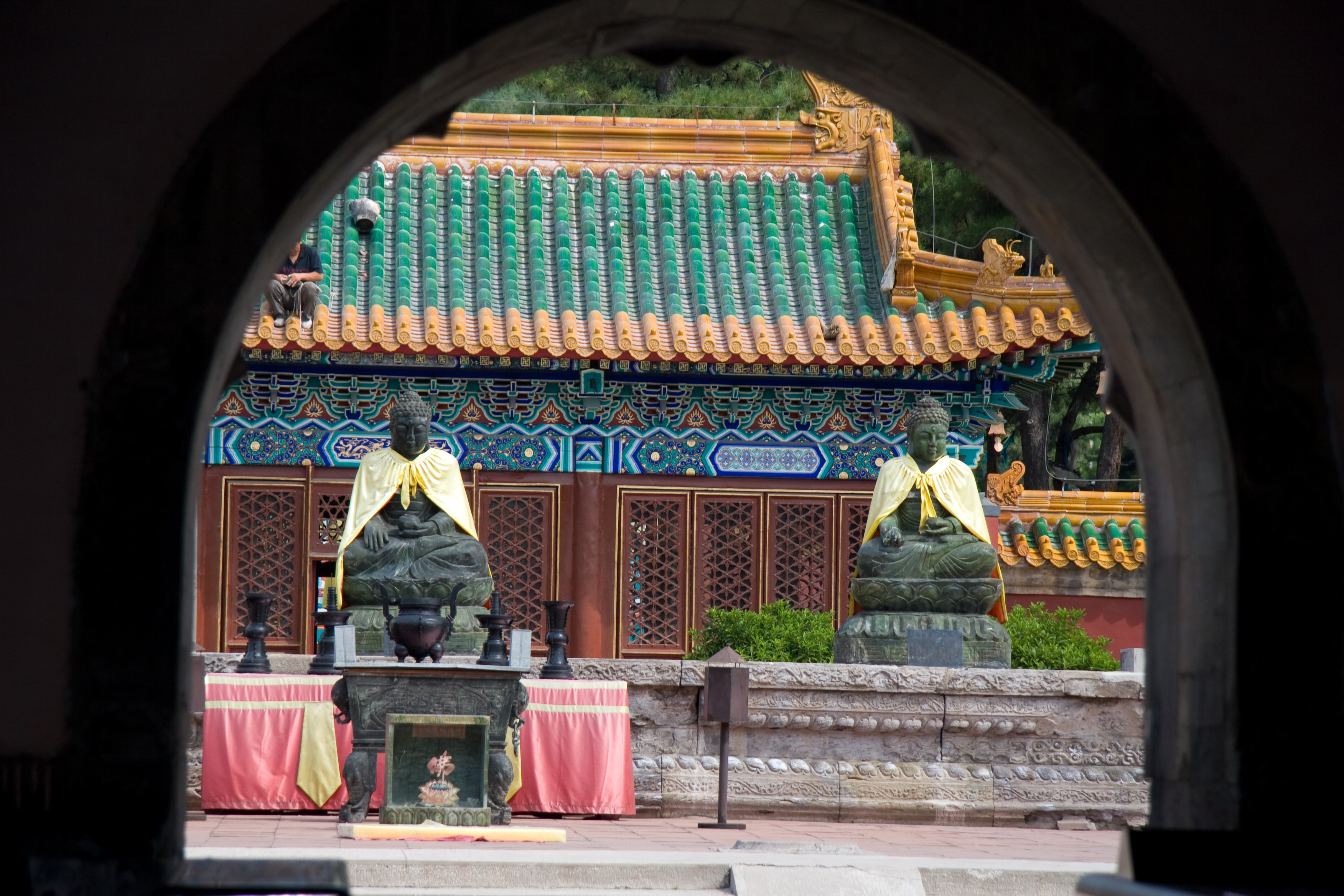
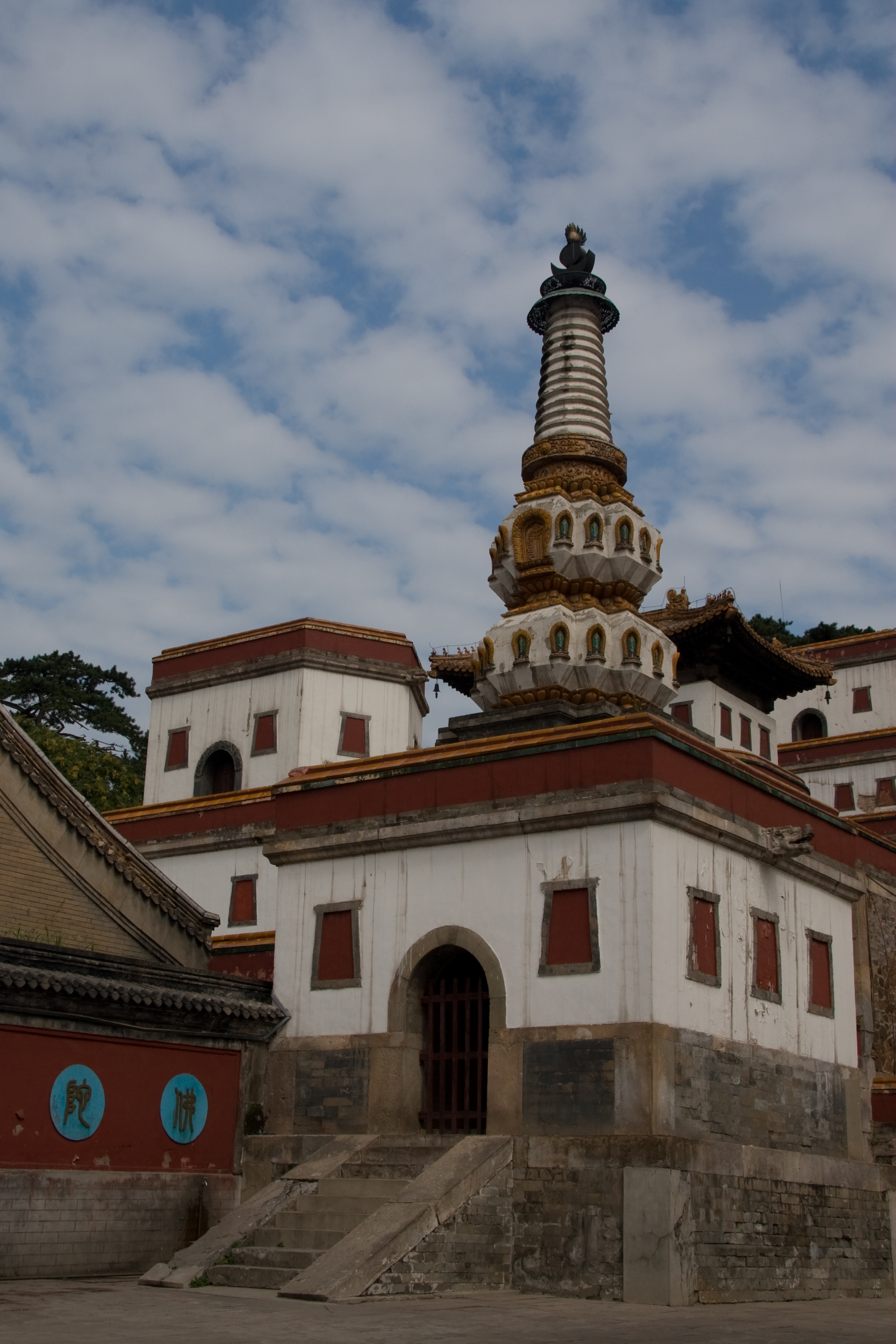
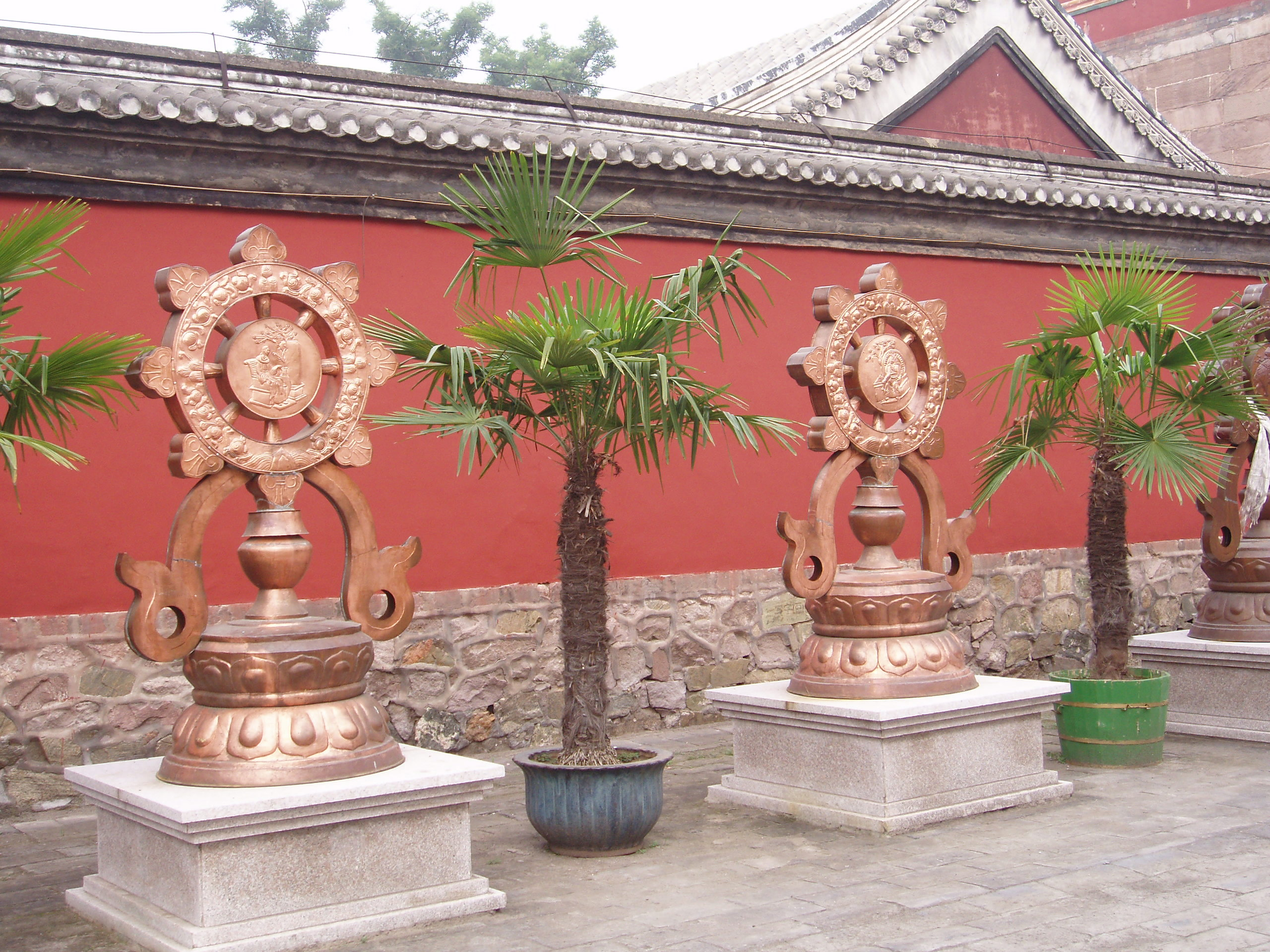
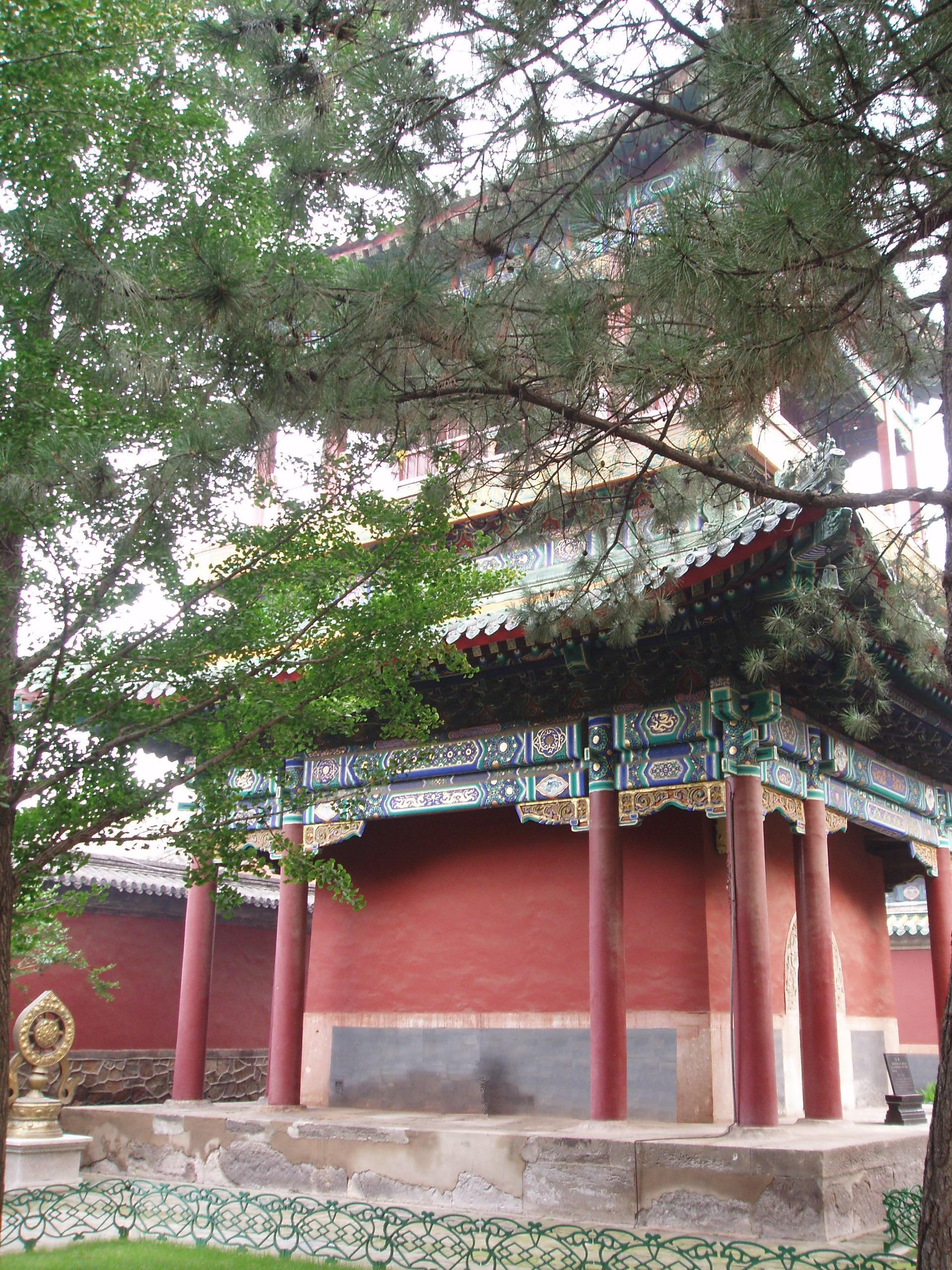
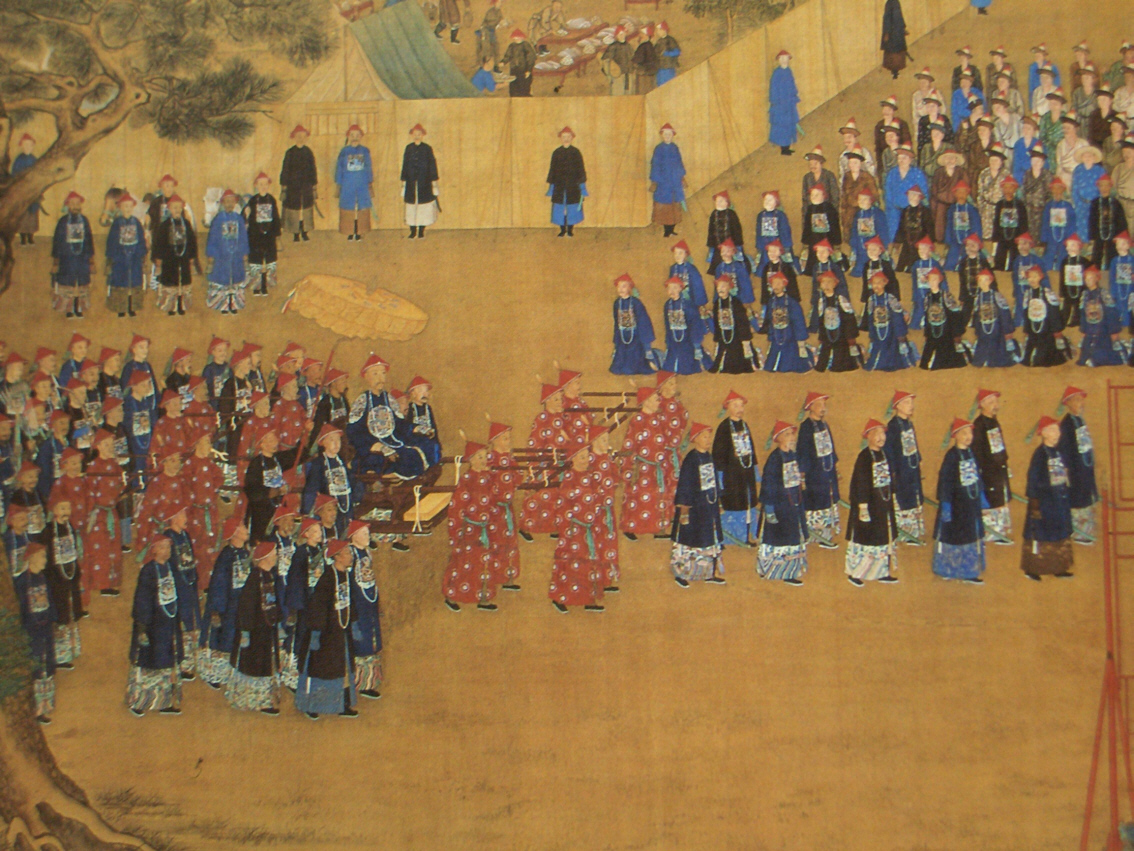
Cesarz Qianlong wizytujący Chengde

Najważniejszy budynek klasztoru. Wybudowano go w klasztornym stylu tybetańskim, czyli znajduje się w końcowej części kompleksu. Mierzy 36,75 metra wysokości. Jest budynkiem 6-kondygnacyjnym z wieloma okapami. Szczyt budynku to pozłacana kopuła. Przy czterech jego rogach znajdują się cztery lamaistyczne pagody w różnych kolorach.
Wewnątrz znajduje się olbrzymia drewniana (pozłacana) statua bodhisattwy Awalokiteśwary o wysokości 22,28 metra, ważąca 110 ton. Wyrzeźbiona została w proporcjach ludzkiej postaci. Posiada 42 pary rąk, w których trzyma różne przedmioty i atrybuty. Siedzi na lotosowym tronie o wysokości 2,22 metra. W statui wykorzystano pięć rodzajów drewna: sosnowe, cyprysowe, wiązowe, jodłowe i lipowe.
Jest to największa drewniana rzeźba na świecie.

## Adres klasztoru
- Puningsi, Mountain Resort of Chengde, Shuangqiao District, Hebei Province, China